# No Depression (album)
Vous lisez un « bon article » labellisé en 2010.
Albums de Uncle Tupelo
Still Feel Gone
(1991)
No Depression, sorti en juin 1990, est le premier album studio du groupe de country alternative Uncle Tupelo. Après sa formation dans les années 1980, Uncle Tupelo enregistre la maquette Not Forever, Just for Now qui reçoit une critique positive de la part du College Media Journal en 1989. Cette critique amène le groupe à signer un contrat avec la maison de disques Giant Records qui deviendra plus tard Rockville Records. Cet album est enregistré avec les producteurs Sean Slade et Paul Q. Kolderie à Fort Apache Studios avec un budget de 3 500 $.
No Depression est acclamé par les critiques et se vend à plus de 15 000 exemplaires l'année de sa sortie, ce qui est une réussite pour un album indépendant. Ce succès inspire les créateurs d'un magazine consacré à ce style de musique, qui l'appellent No Depression. Le disque est considéré comme un des plus importants de country alternative et son titre est souvent utilisé comme synonyme de « country alternative » après avoir été popularisé par le magazine. Après avoir regagné les droits de l'album à la suite d'un procès, Uncle Tupelo sort une version remasterisée en 2003 avec Legacy Records. Cette version inclut six pistes bonus.

## Genèse et enregistrement

### Contexte

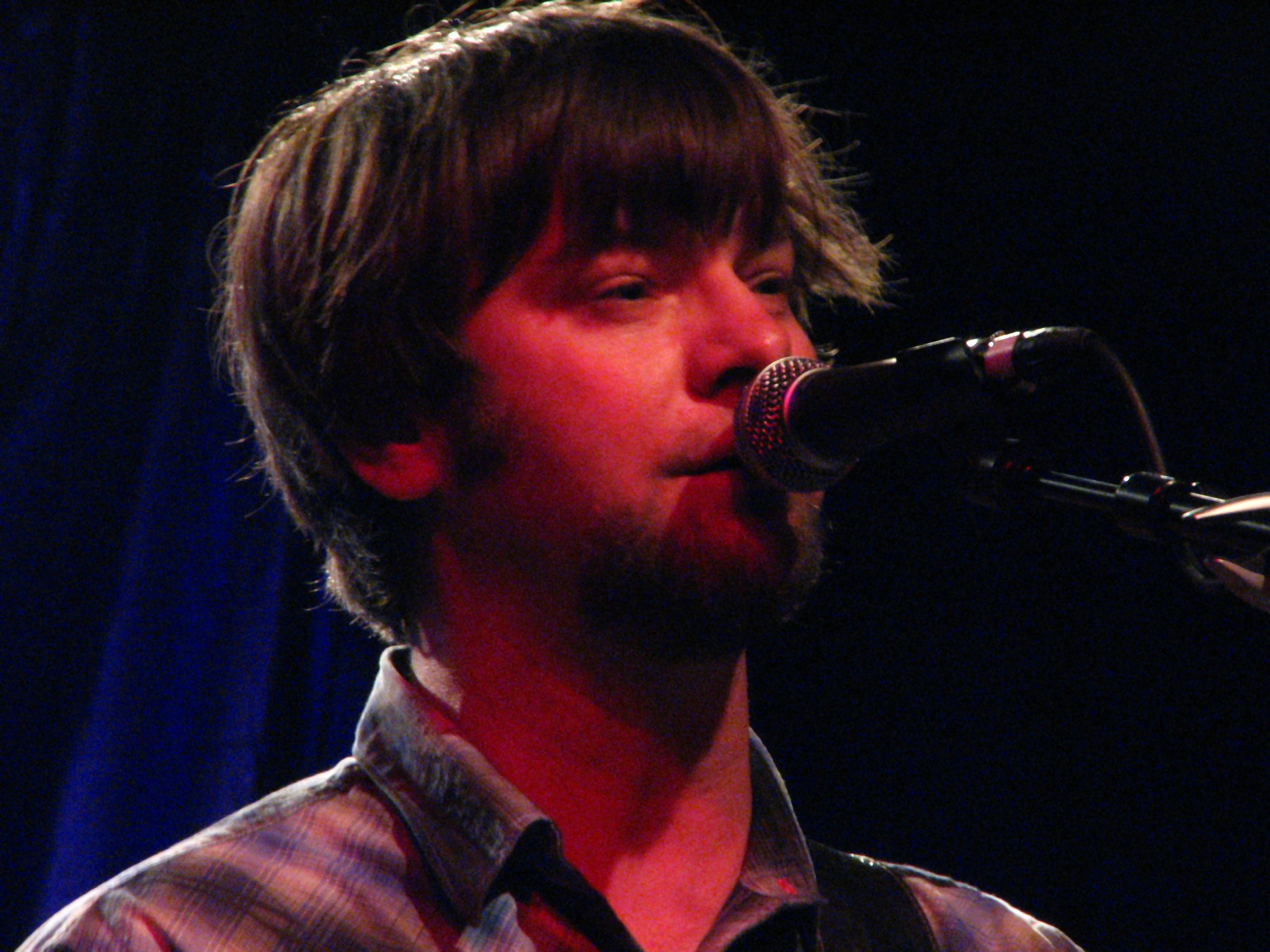
Jay Farrar, chanteur de Uncle Tupelo.

Jay Farrar, Jeff Tweedy et Mike Heidorn commencent leur carrière musicale en jouant dans un groupe de garage rock, The Plebes. Après quelques concerts, les membres s'orientent vers une musique punk. Le punk rock n'étant pas populaire dans la région de Saint-Louis, le groupe décide de changer de style de musique et s'oriente vers le blues rock. Les membres du groupe choisissent alors de changer leur nom qui devient ainsi Uncle Tupelo. Dès lors, le groupe arrête de jouer des reprises et commence à écrire ses propres chansons.
Le groupe découvre ensuite une niche musicale dans les environs de l'université Washington où des groupes tels que Chicken Truck jouent le même style de musique. Le trio enregistre ses premiers morceaux à Champaign (Illinois) avec le producteur Adam Schmitt. Leur maquette, Not Forever, Just for Now, contient d'anciennes versions de titres qui apparaîtront plus tard dans leur premier album comme Train, Whiskey Bottle, Flatness, Screen Door et Before I Break.
Cette démo, ainsi que le programme de tournée du groupe, attire l'attention de plusieurs dénicheurs de talents. L'influent College Media Journal donne une critique favorable à la maquette en 1989, louant l'écriture « mature, développée et très réfléchie des chansons ». Cette critique incite le distributeur Dutch East India Trading basé à New York à financer le groupe afin de l'aider à enregistrer un album avec leur label Giant Records, peu avant qu'il ne soit renommé Rockville Records,.

### Déroulement
En janvier 1990, six mois après avoir signé un contrat avec Giant Records, Uncle Tupelo se met à rechercher des producteurs et un studio d'enregistrement pour No Depression. Ils choisissent Sean Slade et Paul Q. Kolderie après avoir écouté l'album Bug de Dinosaur Jr que le duo a produit. Ne pouvant pas s'offrir un studio d'enregistrement multipiste proche de Cambridge, ils choisissent le Fort Apache Studios, un studio du quartier de Roxbury à Boston,. L'enregistrement dure 10 jours et coûte 3 500 $, dont 1 000 $ sont versés aux producteurs. Ces derniers autorisent Jay Farrar à utiliser la même guitare que J Mascis avait utilisée pour Bug, une Gibson Les Paul. Les Power chords de No Depression ont alors un ton plus riche.

## Caractéristiques artistiques
Sean Slade et Paul Q. Kolderie suggèrent au groupe de s'éloigner des influences roots rock entendues sur Not Forever, Just for Now et les convainc de remplacer les parties d'harmonica par des passages de pedal steel guitar. Slade et Kolderie recrutent alors le guitariste Rich Gilbert de Human Sexual Response pour l'enregistrement. Les chansons sont enregistrées en utilisant la méthode du « re-recording » : des parties de banjo et de guitare acoustique sont superposées plus tard aux chansons. Comme Slade et Kolderie l'avaient suggéré, No Depression est enregistré en huit pistes à la place de seize afin que la musique soit plus explosive. L'enregistrement ayant lieu avant que Uncle Tupelo ne soit officiellement affilié avec Giant Records, le groupe n'a que peu d'apport de la part du label.
Les paroles des chansons reflètent les expériences des membres du groupe ayant grandi à Belleville. En effet, les textes composés par Jay Farrar et Jeff Tweedy parlent du chômage, de l'alcoolisme et de la vie dans une petite ville, en tentant d'imiter le talent de compositeurs tels que Woody Guthrie. Musicalement, No Depression est influencé par le groupe des Minutemen.
La pochette de l'album représente une photo floue du groupe prise par J. Hamilton, évoquant les albums produits par le label Folkways Records.

## Promotion et réception
No Depression, produit par Rockville Records, sort le 21 juin 1990. La tournée de promotion de l'album débute au Cicero's Basement, un bar de Saint Louis associé à l'université Washington. La tournée amène le groupe à visiter la côte est et le sud-ouest des États-Unis. Les radios missouriennes KDHX et KCOU passent régulièrement à l'antenne des chansons de l'album. Au mois de mars 1991, 15 000 exemplaires de No Depression sont déjà vendus, un succès pour un enregistrement indépendant. Les bénéfices de l'album couvrent les 3 500 $ investis dans la production de l'album, mais Rockville refuse de payer des redevances au groupe. Farrar et Tweedy poursuivent alors Barry Tenenbaum, PDG de Rockville, et obtiennent que les redevances leur soient versées. Le succès surprise de l'album incite Columbia Records à financer l'enregistrement de chansons supplémentaires avec Sean Slade et Paul Q. Kolderie à Fort Apache Studio durant l'été 1990 mais ces chansons ne sont jamais sorties. Rolling Stone ne publie pas de critique sur l'album lors de sa sortie, mais écrit tout de même un article sur les stars montantes où le groupe Uncle Tupelo est mentionné aux côtés des Black Crowes,. Rolling Stone qualifiera plus tard l'album d'un des plus « forts et plaintifs dans la mémoire du Midwest, tourmenté par la récession ». Robert Christgau, lui, rejette l'album qu'il qualifie de « raté ».
Après le procès contre Barry Tenenbaum, Farrar et Tweedy obtiennent les droits de leurs trois premiers albums (y compris ceux de No Depression), qui étaient auparavant détenus par Rockville. En 2003, Uncle Tupelo remasterise et réédite No Depression chez Legacy Recordings, label appartenant à Sony Music. Parmi les six titres bonus se trouvent trois reprises, Sin City des Flying Burrito Brothers, Blues Die Hard de Carter Family et Left in the Dark des Vertebrats. Dans le livret de la réédition figure un article de Mike Heidorn à propos des débuts du groupe et de la création de l'album. Lors de la réédition, AllMusic parle de l'album comme étant « la salve inaugurale d'Uncle Tupelo », louant son « électricité indéniable » et remarquant qu'il avait amené une « nouvelle vie » à la fusion entre la country et le punk rock. Le critique de Rolling Stone Tom Moon salue « le niveau impressionnant de l'écriture des chansons » mais note que les pistes bonus sont « agréables mais banales ». Pitchfork donne une note de 6,7 sur 10 à la réédition, déclarant que « No Depression est innovant durant les trente premières minutes, après lesquelles il devient fortement répétitif ».
No Depression est considéré par RealNetworks comme étant l'un des albums de country alternative les plus importants. Ce succès est en partie dû à celui du magazine No Depression, tenant son nom de l'album,. L'impact de l'album est tel dans le milieu de la country alternative que No Depression est souvent employé comme synonyme du genre,. Jason Ankeny, critique de AllMusic, déclare que l'album a aidé le groupe à « lancer une révolution qui a résonné dans tout le milieu underground américain ». En 1999, Spin classe l'album dans le Top 90 Albums of the 90s (les 90 albums dans années 1990).

## Chansons
Toutes les chansons sont écrites et composées par Jay Farrar, Jeff Tweedy et Mike Heidorn sauf indication contraire.
| 1.  | Graveyard Shift                                                 |                           | 4 min 43 s |
| 2.  | That Year                                                       | Jay Farrar et Jeff Tweedy | 2 min 59 s |
| 3.  | Before I Break                                                  |                           | 2 min 48 s |
| 4.  | No Depression (A.P. Carter)                                     |                           | 2 min 20 s |
| 5.  | Factory Belt                                                    |                           | 3 min 13 s |
| 6.  | Whiskey Bottle                                                  |                           | 4 min 46 s |
| 7.  | Outdone                                                         | Jay Farrar et Jeff Tweedy | 2 min 48 s |
| 8.  | Train                                                           | Jeff Tweedy               | 3 min 19 s |
| 9.  | Life Worth Livin'                                               |                           | 3 min 32 s |
| 10. | Flatness                                                        | Jeff Tweedy               | 2 min 58 s |
| 11. | So Called Friend                                                | Jay Farrar                | 3 min 12 s |
| 12. | Screen Door                                                     |                           | 2 min 42 s |
| 13. | John Hardy (chanson disponible uniquement sur le CD.)           | Leadbelly                 | 2 min 21 s |
| 14. | Left in the Dark (Bonus de l'édition 2003)                      | Ken Draznik               | 3 min 9 s  |
| 15. | Won't Forget (Bonus de l'édition 2003)                          |                           | 2 min 51 s |
| 16. | Sin City (Bonus de l'édition 2003)                              | Gram Parsons et Hillman   | 3 min 53 s |
| 17. | Whiskey Bottle (Bonus de l'édition 2003, chanson inédite)       |                           | 4 min 40 s |
| 18. | No Depression (1988, bonus de l'édition 2003)                   |                           | 2 min 19 s |
| 19. | Blues Die Hard (1987, bonus de l'édition 2003, chanson inédite) | A. P. Carter              | 4 min 8 s  |

## Artistes et équipe technique

### Uncle Tupelo
- Jay Farrar – chant, guitare, banjo, mandoline, fiddle, harmonica.
- Mike Heidorn – batterie, cymbales.
- Jeff Tweedy – chant, guitare acoustique, basse.

### Autre musicien et équipe technique
- Rich Gilbert – pedal steel guitar.
- J. Hamilton – photographie.
- Paul Q. Kolderie – production, ingénieur du son, bruiteur.
- Sean Slade – production, piano, ingénieur du son, choriste.